# Antonio di Miari
Antonio di Miari comte de Miari (Belluno, Vèneto (1778-1854) fou un compositor italià del Romanticisme.
Estudià el violí sense mestre, i als disset anys passà a Pàdua per aprendre la teoria de la composició amb Sabbattini, i després a Venècia, on va rebre lliçons de Bertoni. Va pertànyer a diverses societats filharmòniques d'Itàlia i també figura un xic en política, havent exercit el càrrec de diputat del regne llombard-vèneto.
Va compondre les òperes següents: 
- Seleno,
- La moglie indiana,
- Il prigionero,
- L'avaro,
- Don Quisciotte,
- La prova in amore,
- La notte perigliosa i Fernando e Adelaide.

A més de diverses misses solemnes, quatre de Rèquiem, sis Miserere, l'oratori L'agonia del Salvador en la Creu, Flors de Maig a la Verge Maria, lletanies, motets, responsoris, lamentacions de Jeremies, etc., formant un total d'unes 160 composicions.